# Virgularia agassizi
Virgularia agassizi is een Pennatulaceasoort uit de familie van de Virgulariidae. De wetenschappelijke naam van de soort is voor het eerst geldig gepubliceerd in 1894 door Studer.